# Judaísmo messiânico

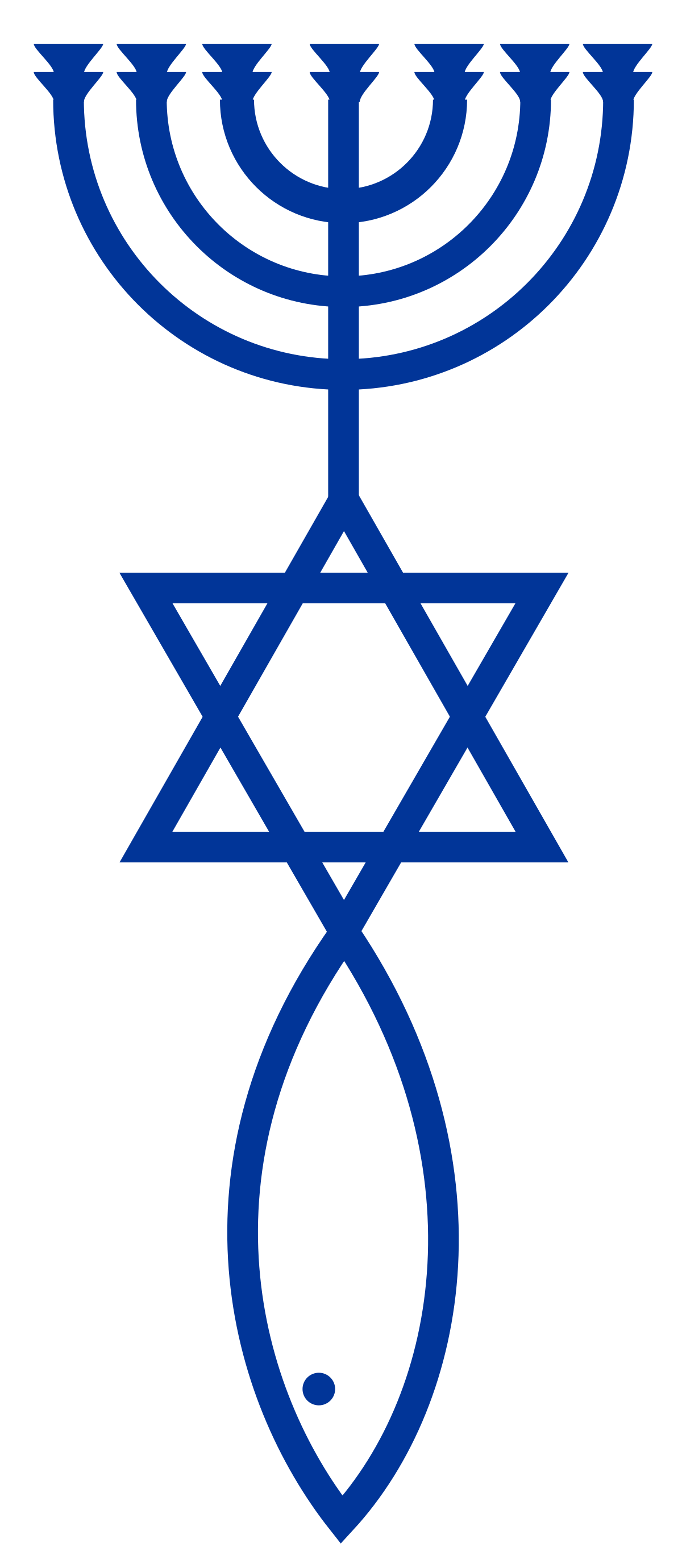
Símbolo de Uma Comunidade Judaica Messiânica

Judaísmo messiânico é um novo movimento religioso sincrético abraâmico que combina várias tradições judaicas e elementos da oração judaica com a teologia cristã protestante evangélica. Considera-se uma forma de judaísmo, mas é geralmente considerado uma forma de cristianismo, inclusive por todos os principais grupos dentro do judaísmo tradicional, uma vez que os judeus consideram a crença em Jesus como o Messias e divino na forma de Deus Filho (e a doutrina da Trindade em geral) como uma das distinções mais definidoras entre o judaísmo e cristianismo. É também geralmente considerada uma seita cristã por estudiosos e outros grupos cristãos.
Surgiu nos Estados Unidos entre as décadas de 1960 e 1970 a partir do movimento cristão hebraico anterior e foi mais proeminentemente impulsionado pela organização sem fins lucrativos Judeus para Jesus, fundada em 1973 por Martin "Moishe" Rosen, um ministro americano da Associação Batista Conservadora.
Os judeus messiânicos aderem às crenças cristãs convencionais, incluindo o conceito de salvação pela fé em Jesus (referido pelo nome hebraico Yeshua entre os adeptos) como o Messias judeu, Salvador do pecado e a autoridade espiritual da Bíblia (incluindo o Antigo e o Novo Testamento). No entanto, as organizações judaicas dentro e fora de Israel rejeitam este enquadramento. O Supremo Tribunal de Israel declarou o judaísmo messiânico uma seita cristã para efeitos da Lei do Retorno.
De 2003 a 2007, o movimento cresceu de 150 casas de culto messiânicas nos Estados Unidos para até 438, com mais de 100 em Israel e mais em todo o mundo; as congregações são frequentemente afiliadas a organizações ou alianças messiânicas maiores. Em 2012, as estimativas da população messiânica eram entre 175 mil e 250 mil membros nos Estados Unidos, entre 10 mil e 20 mil membros em Israel, e um total estimado de membros em todo o mundo de 350 mil.

## História

### Século XIX
No século XIX, alguns grupos de novos judeus cristãos tentaram criar congregações e sociedades de judeus convertidos ao cristianismo. Estas organizações, no entanto, careciam de quaisquer congregações judaico-cristãs independentes e foram muitas vezes imposta por igrejas cristãs organizadas.
As primeiras organizações formais dirigidas por judeus convertidos incluem:
- Church's Ministry Among Jewish People — fundada em 1809 por Joseph Frey, visando promover o cristianismo entre os Judeus na Inglaterra;
- Beni Abraham — estabelecida em 1813, por Joseph Frey e por um grupo de 41 cristãos que se reuniam em Londres, para orações sexta-feira à noite e domingo de manhã;
- British Messianic Jewish Alliance[16] — fundada na Inglaterra pelo Dr. Carl Schwartz, em 1866;
- Israelites of the New Covenant — estabelecida em 1884 na Bessarábia, por Josef Rabinowitz.

Nos Estados Unidos, congregações de judeus convertidos ao cristianismo foram estabelecida a partir de 1885, em Nova Iorque.

### Século XX
O movimento judaico messiânico moderno surgiu nos Estados Unidos, na década de 1960. Antes desta época, os judeus convertidos eram assimilados aos gentios. Esse movimento buscou restaurar a identidade judaica dos seguidores de Jesus e reconectar suas crenças com as práticas e tradições judaicas. Posteriormente, o judaísmo messiânico seria difundido por outros países, incluindo Israel, onde o movimento ganhou visibilidade.

### Crescimento e Reconhecimento
O judaísmo messiânico experimentou um crescimento significativo nas últimas décadas do século XX e início do século XXI.[carece de fontes?] Organizações como a União das Congregações Judaico-Messiânicas (UMJC) e a Aliança Judaico-Messiânica de Israel (MJAI) foram formadas para centralizar e apoiar as comunidades messiânicas. A Ahavat Ammi International foi fundada em 2006.

## Crenças
As crenças centrais do Judaísmo Messiânico incluem:
- Jesus como o Messias: Os judeus messiânicos defendem que, durante sua vida, Jesus de Nazaré[nota 1] foi o Mashiach ben Yosef (Messias Filho de José), o servo sofredor profetizado nas escrituras hebraicas. Eles veem Jesus como aquele que cumpriu as profecias messiânicas do Tanakh e, com base no Novo Testamento, aguardam seu retorno como o Mashiach ben David (Messias Filho de Davi), que trará paz e restauração ao mundo, cumprindo as promessas relacionadas ao Rei Messias.
- A Torá: As comunidades messiânicas observam a Torá, incluindo os 613 mandamentos, na medida do possível e aplicável nos tempos modernos. Isso inclui a observância das festas bíblicas, o respeito às leis dietéticas (kashrut) e outras práticas tradicionais judaicas.
- Os Treze Princípios da Fé Judaica: Os judeus messiânicos professam os treze princípios da fé judaica, formulados por Maimônides no século XII. Isso inclui a crença na unicidade de Deus, na revelação divina da Torá e na vinda do Messias.
- Observância das Festas Judaicas: Os judeus messiânicos celebram as festas bíblicas, como Pessach (Páscoa), Shavuot (Pentecostes), Sucot (Festa dos Tabernáculos), Rosh Hashaná (Ano Novo Judaico) e Yom Kipur (Dia da Expiação). Essas celebrações são vistas como oportunidades para honrar a Deus e lembrar eventos importantes na história de Israel.
- A Unidade do Povo Judeu: Apesar das divergências teológicas, os judeus messiânicos se veem como parte integral do povo judeu e da herança judaica. Eles enfatizam a importância da identidade judaica e da continuidade das tradições e práticas judaicas.
- Serviço Militar e Vida Comunitária: Em Israel, alguns judeus messiânicos servem nas Forças de Defesa de Israel e participam ativamente na vida comunitária.[19] As comunidades messiânicas frequentemente têm suas próprias sinagogas, escolas e instituições comunitárias.

Os rabinos messiânicos geralmente recebem formação rabínica através de uma Yeshivá (seminário teológico). Embora a maioria passe por um Beit Din (Tribunal Rabínico), alguns poucos podem não passar por esse processo formal. Os judeus messiânicos, em sua maioria, prezam por uma visão do judaísmo semelhante em vários aspectos ao judaísmo ortodoxo e conservador.
No judaísmo messiânico, assim como no judaísmo, são considerados judeus apenas os filhos de mães judias e os convertidos. A conversão ao judaísmo messiânico não precisa ser realizada em Israel e pode ser conduzida por rabinos locais e um tribunal rabínico composto por três rabinos. Algumas linhas do judaísmo messiânico aceitam quaisquer pessoas através de um processo de conversão básico. No entanto, esses convertidos são frequentemente referidos como "Ger" (estrangeiros conversos) em vez de "Goyim" (gentios).